# شيكاريشي
شيكاريشي (力石، حرفيا. "صخور القوة") أو (هاكاري-شي ‎ (秤石، "الصخور الموزونة") أو بيجورو (لغة أوكيناوا) هي صخور ثقيلة تستخدم منذ القرن الثامن الميلادي في اليابان لتطوير أو إظهار القوة البدنية. توجد بشكل شائع داخل مزارات الشنتو، وقد تم استخدامها للمنافسة، والعرافة، واللياقة البدنية والترفيه، وأصبحت بعض الأماكن الشهيرة لها أيضًا مناطق تجذب السياحة، واعترفت الحكومة اليابانية بالعديد منها كأصول ثقافية مهمة.

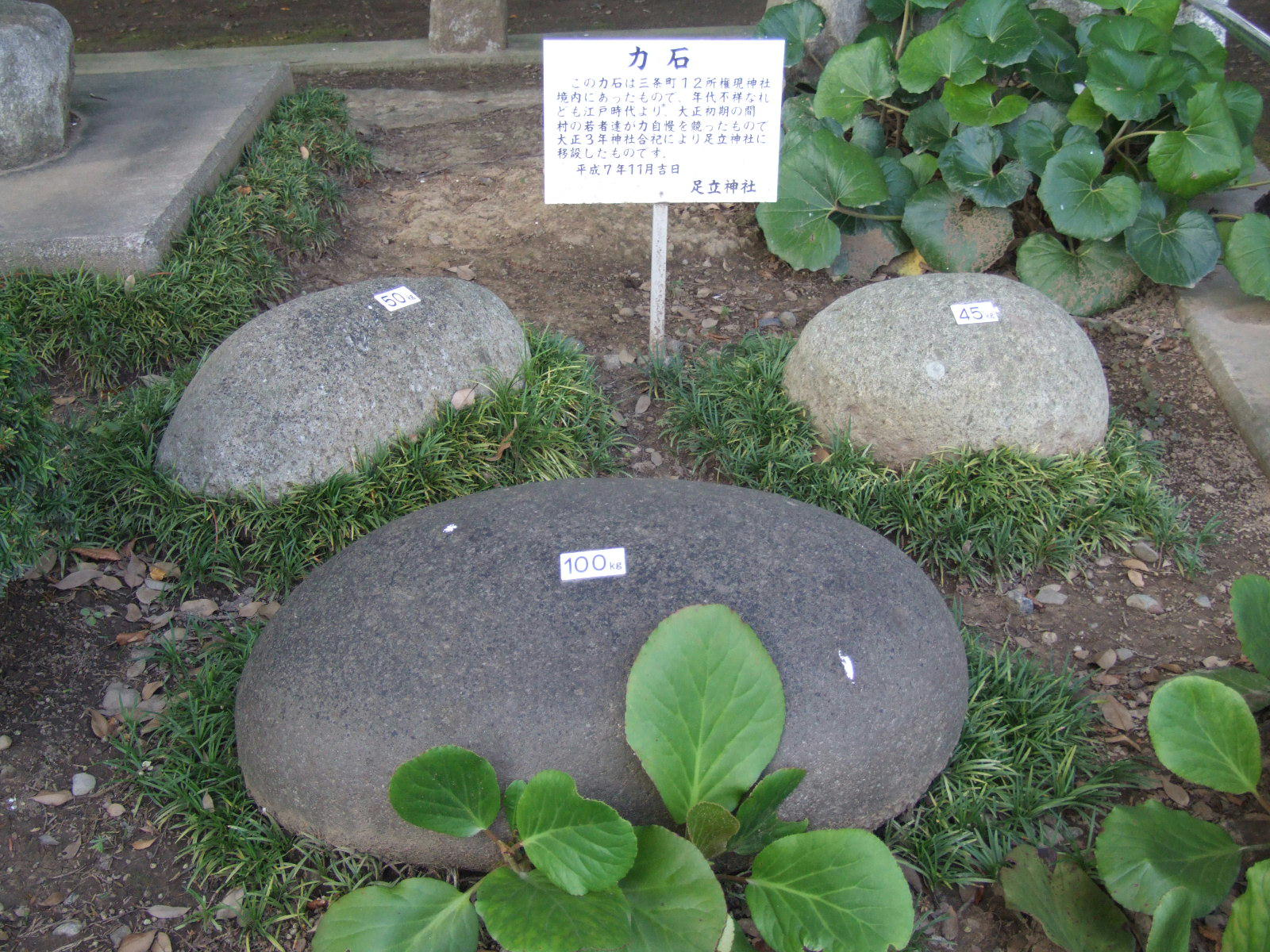
شيكاريشي في ضريح أداشي

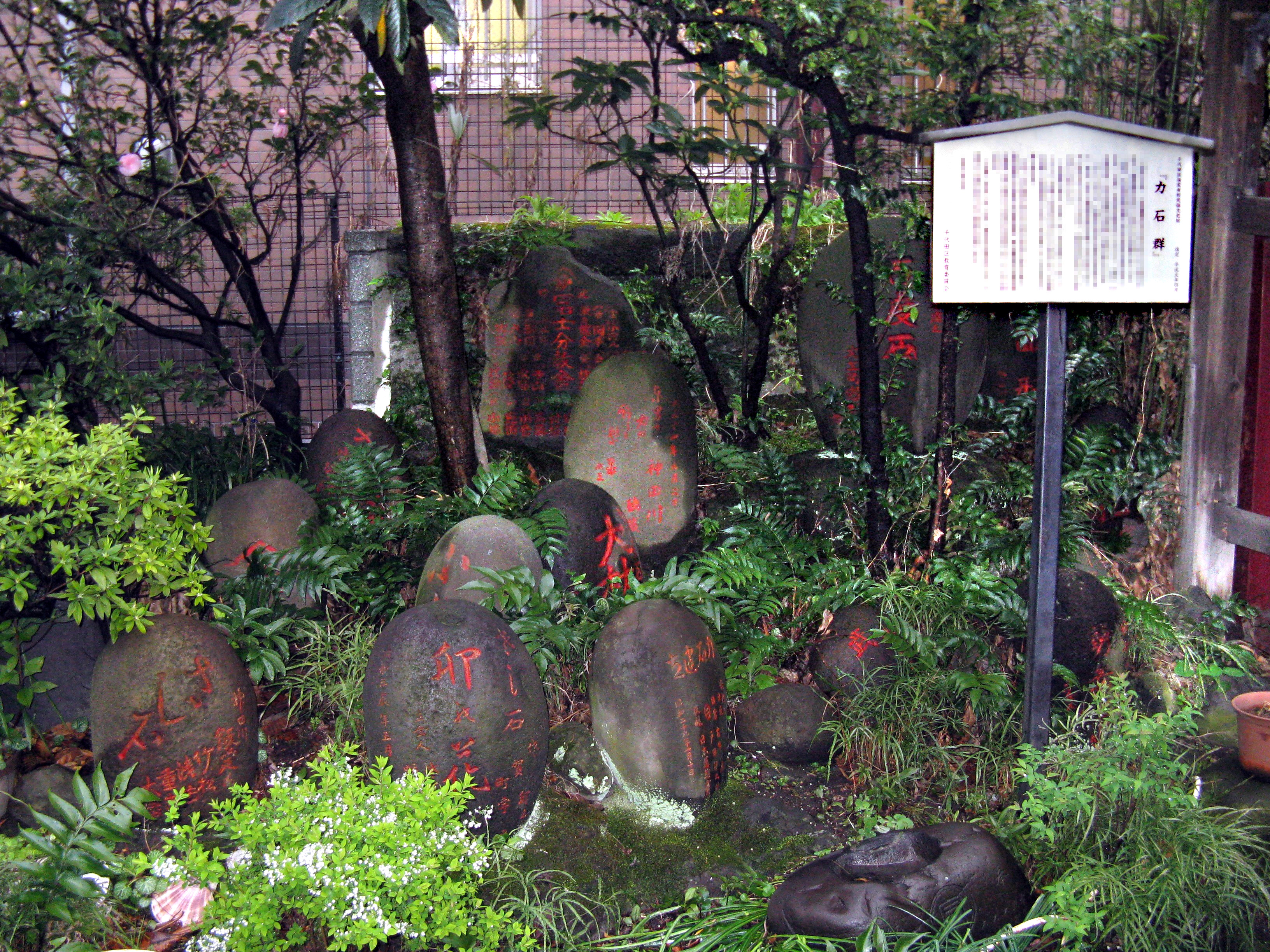
شيكاريشي في معبد ياناجيموري

لا يزال رفع الأحجار التنافسي مستمرًا في العصر الحديث، حيث يوجد عدد كبير من الأشكال التنافسية لرفع الأحجار، باستخدام تقنيات فيزيائية مختلفة.

## التاريخ
تم العثور على أحجار القوة في جميع أنحاء اليابان، وغالبًا ما تكون موجودة في مزارات الشنتو.  وفي عام 2005 تم تسجيل حوالي 14000 قطعة من هذه الأحجار في الأضرحة المنتشرة حول اليابان. من بينها، تم تصنيف حوالي 300 حجر كموجودات ثقافية مهمة. العديد منها بأسماء وألقاب أولئك الذين رفعوها. وأقدم حجر منقوش معروف هو من شينوبو، ويعود تاريخه إلى 1664. ويُنسب أول وقوع مسجل لرفع الأحجار القوة إلى الساموراي كاماكورا غونغورو كاغيماسا في 1089، ولكن الممارسة كانت أقدم بكثير، حيث تعود إلى ما قبل القرن الثامن. ويتضمنالنيبو جيشو، القاموس الياباني البرتغالي، الذي نشر في 1603، مصطلح شيكاريشي في سجل مكتوب في وقت مبكر من القرن 17. كما يسجل Nippo Jisho، المنشور في ناغاساكي مرتبطا بالكاهن اليسوعي جواو رودريغز (1561 أو 1562 – 1633)، نفس النطق الحديث والشكل المكتوب لمصطلح شيكاريشي.  A
تعتبر الشيكاريشي واحدة من الرياضات التقليدية القليلة التي لا تقتصر فقط على فئة الساموراي،  كونها مشهورة بين الفلاحين وصانعي الساكي.  حيث قدّرت المهنتان العمل اليدوي للشباب آنذاك، كما توجد ممارسات مماثلة تسمىkyokumochi ، والتي تضمنت رفع أكياس الأرز أو براميل الساكي.   تطور الجانب الرياضي لرفع الأحجار في إيدو في حوالي القرن السابع عشر، ومن المحتمل أنه تطور من مسابقات رفع الأكياس بين عمال الشحن والتفريغ في الموانئ.  تاريخيا، كان رفع أحجار القوة ممارسة محصورة في الرجال فقط.
كانت ممارسة رفع أحجار القوة شائعة بشكل خاص في القرن التاسع عشر وأوائل القرن العشرين (بالتزامن تقريبًا مع فترة ميجي)، مع إنشاء مسابقات منظمة. عادة ما يتم نقش الأحجار المستخدمة في المنافسة بوزنها، وتقاس بـالكان (貫 kan) (وحدة تقارب 3.75 كـغ (8 رطل)، وإذا لم تكن ناعمة بشكل طبيعي، فغالبًا ما يتم نحتها في شكل بيضاوي تقريبًا. 

## الهدف منها
النقص العام في الأدلة المسجلة يجعل من الصعب التأكد من الغرض المقصود من رفع الأحجار.  تم افتراض أن الممارسة كانت لأغراض المنافسة أو اللياقة البدنية أو الترفيه (من المعروف أن مصارعي السومو يقومون بأداء هذه المفاخر بين النوبات للترفيه عن جمهورهم). تشير سجلات تقنيات المنافسة والفائزين إلى جانب تنافسي في رفع الأحجار (مثل قائمة 1836 ل ـ«رجال القوة في إيدو»، والتي تصنف المنافسين حسب الأوزان المرفوعة).  
تستخدم أحجار القوة في العصر الحديث لتدريب القوة الجسدية، خاصة في فنون الدفاع عن النفس حيث تُعرف هذه الممارسات باسم hojo undō. يتم تصنيع الأحجار الخاصة لهذا الغرض، عادة بمقبض خشبي للمساعدة في التلاعب بها؛ تُعرف هذه الأحجار أيضًا باسم تشي إيشي.  وهي ممارسة شائعة في الكاراتيه، تستخدم في التدريب الفردي لتحسين الوضعيات وقوة الجزء العلوي من الجسم.

### في العرافة
أدى انتشار الأحجار في معابد الشنتو ومعابدها إلى تكهنات بأن رفع الصخور كان يستخدم لتوقع المستقبل،  وهي ممارسة تعرف باسم ايشي-أورا (石占 ishi-ura).  وتشير السهولة التي يرفع بها صاحب الالتماس الحجارة إلى احتمال حدوث نتيجته المفضلة.   تتم ممارسة Ishi-ura بشكل ملحوظ في مقاطعة شينانو القديمة، وهي الآن ولاية ناغاساكي الحديثة.  في بعض الأحيان، يتم وضع نسخ أصغر من هذه الأحجار بجانب سرير الطفل، اعتقادًا أن ذلك سيقوي الطفل.

### كرياضة
تم استخدام العديد من أشكال المنافسة في رفع الأحجار، يستخدم كل منها أحيانًا نوعًا معينًا من الأحجار. ايشيزاشي (石差 Ishizashi، "حجارة متنوعة") كان أبسط شكل يستخدم في المنافسة، يطلب من المنافسين رفع صخرة تزن حوالي 70 كـغ (154 رطل)، المعروف باسم sashi-ishi ‎ (サシ石)، من الأرض إلى أعلى الرأس. كان يجوز للمشاركين أن يتوقفوا ويعيدوا ضبط قبضتهم بمجرد أن تكون الصخرة في ارتفاع الصدر.
```
ايشيكاتسوغي
 
(
石担
،
 
Ishikatsugi
؟
)
 رفع الحجر إلى الكتف. استخدم هذا النموذج صخورًا أثقل (تصل إلى 
240
 
كـغ (529
 
رطل)
، المعروفة باسم 
كاتاغي-اشي
 
(
カタゲ石
،
 
katage-ishi
؟
)
، وسمح باستخدام حبل ملفوف حول الحجر. في 
اشي-هاكوبي
 
(
石運び
،
 
ishihakobi
؟
، "حمل الصخرة")
 ، كان الهدف هو حمل الحجر إلى أقصى حد ممكن، الفائز هو بطبيعة الحال الرجل الذي حمله أكبر مسافة. 
```

بينما آشيوكي (足受 ashiuke) تتميز بأحجار ثقيلة للغاية يتم رفعها بالقدمين من قبل المنافسين مستلقين على ظهورهم. يتم استخدام الصخور التي تكون ثقيلة جدًا بحيث لا يمكن رفعها عن الأرض في اشي-أوكوشي، باستخدام نوع من الحجر يسمى شيغيري-اشي (チギリ石 chigiri-ishi)، وكان الهدف منه رفع الحجر بحيث يكون متوازنا عند الحافة.  
لا تزال مسابقات رفع الأحجار تجري في العصر الحديث. تستضيف مدينة سوجا، بأوكاياما مسابقة سنوية تشارك فيها الفرق المحلية.   